# Nationalistische Volks Beweging
De Nationalistische Volks Beweging (NVB) was een extreemrechtse politieke organisatie in Nederland. Voorzitter van deze groep was Wim Beaux, die eerder actief was bij de CP'86. De NVB werd in 2006 opgericht als afsplitsing van de Nationale Alliantie, eveneens een extreemrechtse organisatie. Het beeldmerk van de NVB vertoont gelijkenis met dat van de NSB. Volgens de AIVD is deze beweging in 2008 "nagenoeg van het toneel verdwenen".

## Activiteiten
De groep zegde zich te richten op behoud en bescherming van de Nederlandse taal en cultuur op basis van de Europese identiteit en christelijke normen en waarden.
Haar doelstellingen probeerde de NVB te verwezenlijken door middel van het organiseren van demonstraties en bijeenkomsten. Ook nam de NVB deel aan de IJzerwake en had zij nauwe contacten met Voorpost.

## Confrontaties
- In februari 2007 hield de NVB in Uitgeest een partijbijeenkomst. Hierop organiseerde de AFA een tegendemonstratie. De confrontatie tussen beide partijen leidde tot een vechtpartij. De rechter wees de AFA aan als de agressor bij het gebeuren.[2]

- Op zaterdag 22 september 2007 werd een demonstratie van de NVB in het Amsterdamse stadsdeel De Baarsjes vrijwel direct na aanvang door de politie beëindigd, nadat er gevechten waren uitgebroken tussen de NVB-aanhangers en een groep bestaande uit antifascistische actievoerders en Ajax-supporters van de F-side. De demonstratie werd direct met een noodbevel verboden.[3] Aanleiding van de demonstratie was de verplaatsing van een oorlogsmonument van het terrein van de geplande Westermoskee.